# Platygyna
Platygyna é um género botânico pertencente à família Euphorbiaceae.
Espécies encontradas em Cuba.

## Sinonímia
- Acanthocaulon Klotzsch ex Endl.

## Espécies
Composto por nove espécies:
| - Platygyna dentata - Platygyna hexandra - Platygyna leonis - Platygyna obovata - Platygyna parvifolia | - Platygyna pruriens - Platygyna triandra - Platygyna urens - Platygyna volubilis |

## Nome e referências
Platygyna Merc.